# La guerra empieza en Cuba
La guerra empieza en Cuba es una obra de teatro en dos actos de Víctor Ruiz Iriarte estrenada en 1955.

## Personajes
- Adelaida.
- Juanita.
- Doña Mariana.
- Pepa.
- Margarita.
- Rita.
- María Teresa.
- María Rosa.
- Javier.
- Don Bernardo.
- El Marqués.
- Don Pepito.
- Florentino.

## Argumento
Ambientada en la España de finales del siglo XIX, narra la historia de Adelaida y Juanita, dos hermanas gemelas, aunque muy diferentes en carácter. La primera es estricta y poco dada a mostrar sus sentimientos; la segunda es alegre y extrovertida. Adelaida es la Gobernadora del lugar y con base en sus rígidos principios morales, ha prohibido todo tipo de ambiente o actividad de ocio o diversión, con el consiguiente malestar de los lugareños. La llegada del galán Javier, sin embargo, pondrá en cuestión la rígida pauta moral que define el carácter de Adelaida.

## Representaciones destacadas
- Teatro (estreno, en el Teatro Reina Victoria de Madrid el 18 de noviembre de 1955). Dirección: Fernando Granada. Intérpretes: Tina Gascó - luego sustituida por Margot Cottens - (Adelaida/Juanita),  José Bódalo (Javier), Luisa Rodrigo, María Luisa Ponte, Ana Leyva, Gracita Morales, Carlos Mendy, Miguel Ángel.
- Cine (España, 1957). Dirección: Manuel Mur Oti. Intérpretes: Emma Penella, Laura Valenzuela, Vicente Soler, Matilde Muñoz Sampedro, Erasmo Pascual.
- Televisión (Estudio 1, Televisión española, 27 de diciembre de 1978). Intérpretes: Marisa de Leza (Adelaida/Juanita), Ricardo Merino (Javier), Andrés Mejuto, Miguel Ángel, Luisa Sala, Aurora Redondo, Celia Castro, Julia Trujillo y Francisco Racionero.